# Plectrohyla exquisita
Plectrohyla exquisita là một loài ếch thuộc họ Nhái bén.
Đây là loài đặc hữu của Honduras.
Môi trường sống là các khu rừng ẩm ướt trên núi thấp hơn ở độ cao 1.490m–1.680m hoặc cận nhiệt đới và sông ngòi.
Chúng hiện đang bị đe dọa vì mất môi trường sống.